# ジョン・ミッチェル (ジャーナリスト)

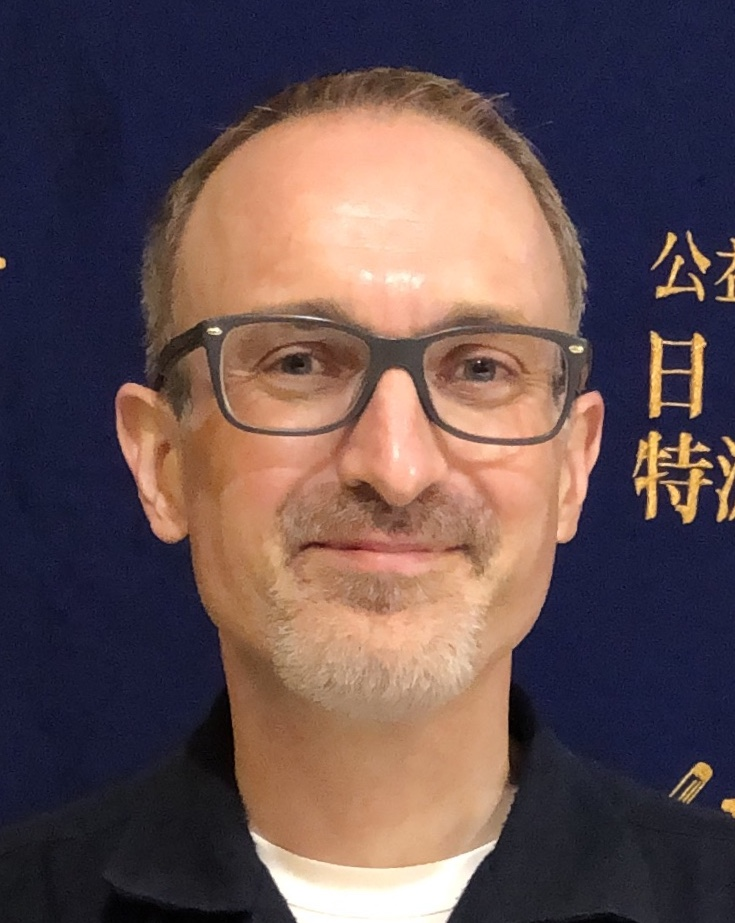
2021年の日本来日時

ジョン・ミッチェル (Jon Mitchel、1974年 - ) は、ウェールズ生まれの日本の調査報道ジャーナリスト。神奈川県横浜市在住。明治学院大学国際平和研究所研究員。東京工業大学リベラルアーツ研究教育院非常勤講師（英語）。
米国情報公開法に基づき在日米軍と米国中央情報局の公文書を入手し、日本における米軍の核兵器や化学兵器、基地汚染などを丹念に取材した記事と著作で知られる。2015年に日本外国特派員協会「報道の自由推進賞」の一部門報道功労賞を受賞。

## 人物
1974年、イギリス・ウェールズに生まれる。
1998年来日。以来、在日米軍の実態や在沖米軍基地の環境汚染問題などを取材する。
2012年、枯葉剤 (エージェント・オレンジ) の研究が琉球朝日放送のTVドキュメンタリー番組「枯れ葉剤を浴びた島:ベトナムと沖縄・元米軍人の証言」に結実。 日本民間放送連盟賞 テレビ報道番組 優秀賞を受賞している。
2013年、オリバー・ストーンの沖縄取材に同行。
2015年、在沖米軍基地の環境問題に起因する人権問題に関する調査報道について、日本外国特派員協会「報道の自由推進賞」の「報道功労賞」受賞。
2016年、沖縄タイムスが特約通信員契約を結ぶ。記事は沖縄タイムスが翻訳し紙面化している。
2019年、沖縄国際大学はミッチェルが米国情報公開法（Freedom of Information Act) に基づいて入手した米軍やCIAの内部文書「ジョン・ミッチェル・コレクション」を公開しており、一般の閲覧も可能である。内容は以下のとおり。
1. 米軍の軍事活動による沖縄の環境への影響: 米国情報公開法に基づいて公開された米軍と米国中央情報局（CIA）の在沖米軍環境汚染についての公文書、1945年から2017年までのもの。化学兵器や生物兵器に関する報告書、ベトナム戦争時代の有害廃棄物や環境事故に起因する汚染の報告書を含む。キャンプキンザー、普天間飛行場、嘉手納基地、キャンプ・シュワブと鳥島射爆撃場を含む。

1. 在沖米軍施設における自然的、考古学的、文化的調査報告: 嘉手納基地、嘉手納弾薬庫地区、奥間レスト・センター、普天間飛行場、キャンプ・シュワブ、キャンプ・ハンセン、トリイ通信施設についての調査（報告書）を米軍が編集したもの。
2. 在沖米軍内の沖縄についてのオリエンテーション資料: 在日米軍司令部の歴史（1972～1985年）、米海兵隊のオリエンテーション講義及び、米国中央情報局（CIA）がまとめた「沖縄の基地政策を理解するための解説書」（2012年）[7]を含む。
3. 1970年コザ暴動: 1970年12月20日のコザ暴動直後に米軍が撮影した写真と、アメリカ軍兵士より寄贈された「コンディション・グリーン」アナウンスメントの音声記録。

2023年、島袋夏子琉球朝日放送ディレクターとともに制作した報道番組『命（ぬち）ぬ水（みじ）：映し出された沖縄の50年』（琉球朝日放送）が、第23回石橋湛山記念早稲田ジャーナリズム大賞（公共奉仕部門）大賞を受賞。

## 著作

### 単著
- 『追跡・沖縄の枯れ葉剤：埋もれた戦争犯罪を掘り起こす』(阿部小涼訳）高文研、2014年。 ISBN 978-4874985564

- ベトナム戦争時に用いられた軍用除草剤 (枯れ葉剤) が沖縄で備蓄、使用、廃棄されたという事実を、枯れ葉剤の病害を被った退役米兵たちの証言を手がかりに突き止める。
- 『追跡 日米地位協定と基地公害：「太平洋のゴミ捨て場」と呼ばれて』 （阿部小涼訳）岩波書店、2018年。ISBN 978-4000014090

- 米軍基地はダイオキシン、白リン弾、核物質などで高濃度に汚染されている。高まる環境意識を受けて、米国内やヨーロッパなどでは浄化に乗り出しているが、日本では日米地位協定が基地公害を放置し隠蔽している。燃料のたれ流し、燃えるにまかされる森林火災、海洋投棄の化学兵器や重金属や弾薬。かつて「太平洋のゴミ捨て場」と呼ばれた沖縄をはじめ、岩国、横須賀などの在日米軍基地の知られざる汚染を米国の文書開示から明らかにしている。
- Poisoning the Pacific: The US Military's Secret Dumping of Plutonium, Chemical Weapons, and Agent Orange, Lanham, Maryland: Rowman & Littlefield, 2020[8]. ISBN 9781538130339
- 『「情報自由法」で社会を変える!：情報開示最強ツールの実践ガイド』（阿部小涼訳）岩波書店〈岩波ブックレット〉、2023年。ISBN　978-4-00-271073-0

### 共著
- 『永遠の化学物質（フォーエバー・ケミカル）：水のPFAS汚染』（小泉昭夫・島袋夏子）岩波ブックレット、2020年。ISBN　978-4-00-271030-3